# Elektroda szklana
Elektroda szklana – najstarsza elektroda jonoselektywna służąca jako elektroda pomiarowa przy oznaczaniu stężenia jonów wodorowych oraz stężenia jednowartościowych kationów. Została skonstruowana w 1908 roku przez polskiego fizyka, Zygmunta Klemensiewicza. Wykonana jest z cienkiej szklanej bańki (grubości około 50–300 µm), wewnątrz której znajduje się elektroda wyprowadzająca zanurzona w wewnętrznym roztworze o stałym składzie. Działanie elektrody (czułej na kationy wodorowe) polega na powstawaniu różnicy potencjałów na szklanej błonie rozdzielającej wewnętrzny roztwór buforowy od badanego roztworu w wyniku tendencji jonów wodorowych do zastępowania kationów metali alkalicznych związanych z grupą anionową −Si−O− pochodzącą z rozerwania łańcuchów −O−Si−O−Si−O−. Liczba kationów wodorowych wnikających w szkło jest równa liczbie kationów metalu alkalicznego opuszczających je. Potencjał elektrody wyprowadzającej względem roztworu wewnętrznego elektrody jest stały. Dlatego też potencjał elektrody szklanej zależy tylko od różnicy pH między roztworem zewnętrznym (badanym), a wewnętrznym (elektrody).
Selektywność elektrody szklanej zależy od składu szkła, z którego jest zbudowana. Elektrody czułe na jony wodorowe stosuje się w pH-metrach.